# محمد المغربي
محمد المغربي وهو الشيخ محمد بن عبد الله بن أحمد بن محمد ناصر الدين ولد في وادي الدرعية، في المغرب الأقصى سنة 1178هـ - 1764م في أسرة مشهورة بالعلم والصلاح. ذهب الشيخ المغربي إلى الحج سنة 1217هـ - 1802م ثم قصد المدينة المنورة، وزار بعدها القدس ومنها إلى دمشق، حيث مكث فيها ثلاثة أعوام، وانتهى به المطاف في اللاذقية التي أحبه أهلها وكان له دور كبير في تغيير أخلاقهم وتحسين أوضاعهم.
توفي في رمضان سنة 1242هـ - 1827م جراء وباء الطاعون.
وعلى إثر ذلك قرر عزم الناس على بناء مسجد ليهدوا ثوابه للشيخ، وتم وضع أساس البناء بداية عام 1242هـ - 1827م، ويعتقد أن أحد تلامذة الشيخ محمد المغربي ويدعى أحمد الحلبي قد بناه، وسمي بالمغربي لأن الشيخ المغربي دفن فيه.[بحاجة لمصدر]
يقال بأنه قد جلب شعرة واحدة من شعرات الرسول أتى بها الشيخ محمد المغربي حين هجرته من مكة المكرمة إلى اللاذقية ولكن بقي الدليل غير معلوم وبات حسبان هذا الأثر على صعيد حسن الظن ليس إلا ، ويقال أن الإثبات التاريخي للأثر حرق حين حرقت اللاذقية بتأثير الحروب التي مرت بها و بالتالي ذهبت مع من ذهب من الدلائل الموجودة في ديوان دار الوقف حينها.